# Heiliges Tier
Heilige Tiere dienen im Zuge der Verehrung (Zoolatrie) als lebende Manifestationen von theriomorph (tiergestaltig) oder therianthrop (tiermenschlich) gedachten und dargestellten Göttern.

## Phänomen
Heilige Tiere finden sich in vielen Kulturen weltweit. Sie werden verehrt, weil sie den Menschen an Kraft, Mut und Schlauheit überlegen sind. Das zugrunde liegende Motiv der Idee war vielleicht die Furcht, später galt das Tier als Verkörperung einer ihm innewohnenden Seele oder Gottheit, die es heiligt (→ Animismus). Vor allem bei den Wildbeuterkulturen sind bestimmte Tiere – als wesentliche Basis der Subsistenz – seit jeher heilig. Hinzu kommt der Glaube an einen Herrn oder eine Herrin der Tiere, der als höchstes Wesen und „Besitzer“ der Jagdtiere gilt, so dass sein Wohlwollen den Menschen besonders wichtig ist. Auch er kommt in etlichen Kulturen in Tiergestalt vor.
Weltweit werden zudem bestimmte Tiere denselben Funktionsbereichen zugeordnet; so die Hundeartigen einerseits dem Tod und Jenseits, andererseits der Schöpfung und Kultur, so dass sie als Stammvater des Menschen und Kulturheros gelten. Katzenartige stehen für Macht und Herrschertum sowie den Sonnengott bzw. die Nacht und das Totenreich (siehe: Katze in der Mythologie). Den Drachen sowie die sich häutende Schlange bringt man in Verbindung mit Fruchtbarkeit, Regeneration, Tod und Unsterblichkeit (siehe Schlangenkult). Nachtaktive Tiere wie Eule oder Fledermaus verkörpern die Nacht und das Totenreich. Vögel werden dem Himmel zugeordnet und als Bote angesehen. Dem Stier kommt Zeugungskraft, Fruchtbarkeit und Macht zu. Das Pferd nimmt die Rolle des Begleiters von Seelen und Toten ein, sowie als Zugtier des Sonnenwagens oder als Reittier bestimmter Gottheiten. (siehe Pferdekult)
Hund, Pferd und Rind spielten eine besondere Rolle als Opfertier, das man rituell schlachtete, verspeiste bzw. bestattete.  
Ulrike Peters zufolge sollen die Eigenschaften der Tiere (Stärke, Gefährlichkeit, Regeneration, Begleitung des Menschen durch Hund und Pferd), deren Parallelen weltweit zu finden sind, im Tierkult forciert, betont oder abgewendet werden.
Mitunter verschmilzt die Tier- mit der Ahnenverehrung, wenn das Tier als Inkarnation einer Gottheit gewordenen Seele angesehen wird, beispielsweise im religiösen Totemismus.

## Lokale Verbreitung
Im Alten Ägypten wurden viele Tiere als heilig verehrt: Rinder (Mnevis, Apis u. a.), Widder, Katzen, Mantelpaviane, Heilige Ibisse, Falken, Krokodile, Heilige Pillendreher (Skarabäen) und andere.
Im zirkumpolaren Norden wird der Bär in zahlreichen – zumeist schamanischen – Bärenkulten verehrt. Wichtige heilige Tiere der Jägerkulturen Nordamerikas sind der Bison und das Pferd. Letzteres ist es auch bei den Reiterkulturen der Alten Welt und Südamerikas.
Während der gesamten eurasischen Vorgeschichte bis nach Südasien sowie im Inkareich wurde die Schlange verehrt, in Zentralamerika und im Norden Perus der Jaguar. 

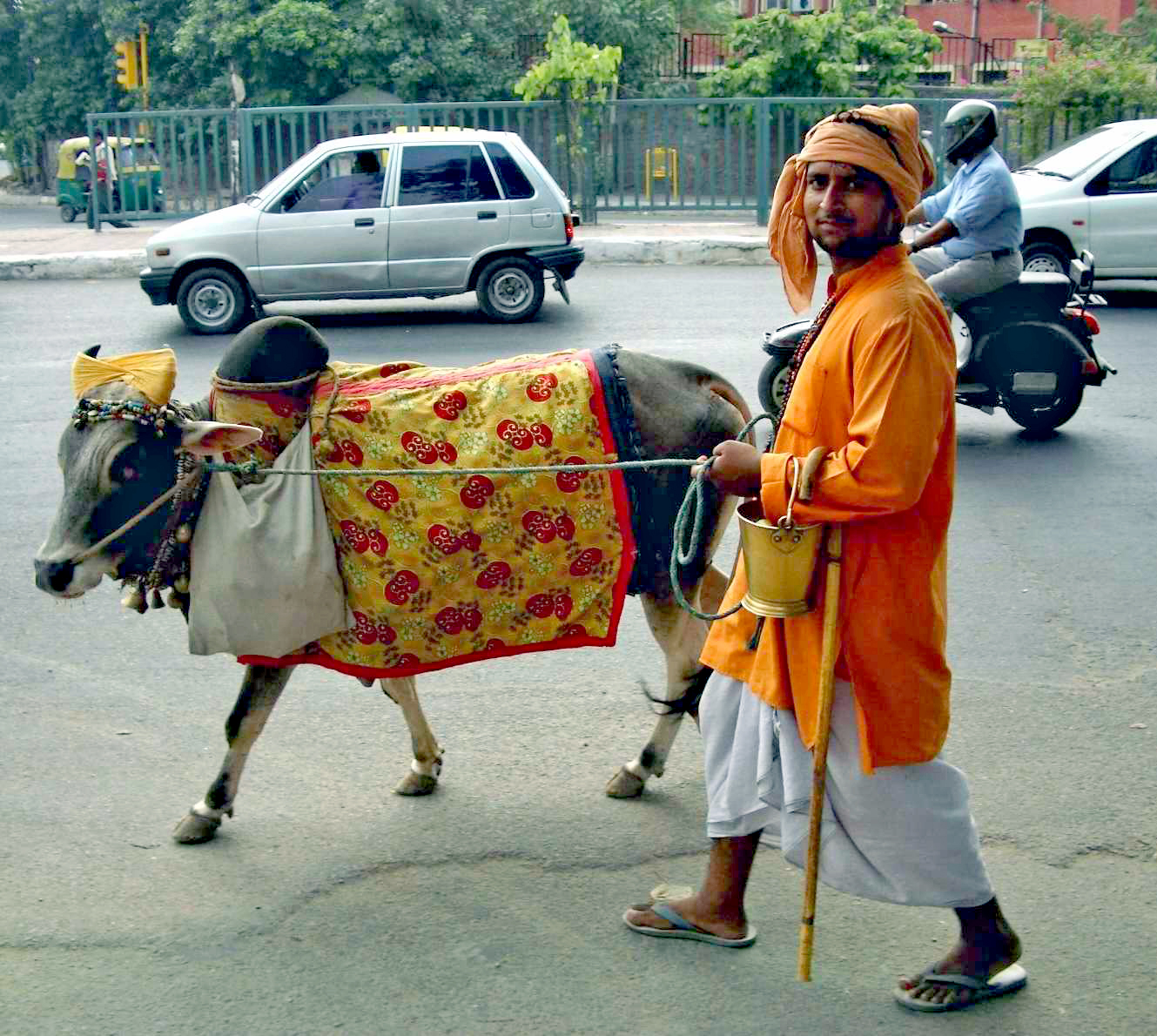
Heilige Kuh auf einer Straße in Delhi

Bis heute gibt es in Indien die heilige Kuh, den heiligen Affen Hanuman, den elefantenköpfigen Ganesha und heilige Ratten. Tiere erscheinen als Avatara von Gottheiten wie Vishnu als Fisch Matsya, Schildkröte Kurma, Eber Varaha, Löwenmensch Narasimha. Auch erscheinen Tiere als Vahana (Reittier) zahlreicher Götter.

## Tierkult im Alten Ägypten
Im Alten Ägypten bestattete man nicht nur die Menschen nach den Bräuchen der Mumifizierung, auch die Körper heiliger Tiere sollten die Zeit überdauern und wurden mumifiziert. Es war von großer Wichtigkeit, dass die leblosen Körper erhalten blieben, denn nach altägyptischem Glauben konnte die unsterbliche Seele nur ihren Weg zum Reich des Osiris fortsetzen, solange Geist und Körper existierten. Manchmal wurde in die Grabkammer eines Verstorbenen auch die Tiermumie eines geliebten Haustieres gelegt. Es sollte seinem Herrn auf seiner langen Reise zum Totenreich beistehen. 
Es gab auch Tiermumien, die den Göttern als Opfergabe dargebracht wurden, etwa von Krokodilen, Stieren, Katzen, Mäusen oder Fischen. Man bat mit ihrer Hilfe um die Gunst eines Gottes oder um seine Gnade, falls man ihn erzürnt hatte. Viele gläubige Ägypter kauften Tiermumien, um sie zu opfern. Doch nicht selten saßen sie dabei einem Betrüger auf, der ihnen ein Bündel aus Lumpen, Scherben und Knochen als angeblich echte Mumie verkaufte.
Der Tierkult hatte vermutlich zur Zeit der Pharaonen seinen Höhepunkt. Viele ägyptische Götter wurden mit Tieren in Verbindung gebracht. So hatte beispielsweise Thot einen Ibiskopf, Anubis den Kopf eines Schakals und Hathor das Gehörn einer Kuh. Manche Tiere hatten das Privileg, im Tempel zu leben. Nach ihrem Tod wurden sie mumifiziert und auf eigens angelegten Tierfriedhöfen beigesetzt. Als besonders heilig wurde der Apis-Stier angesehen. Ihm kam der Rang einer Gottheit zu, und wie ein Gott wurde er auch von den Priestern behandelt. Zu seinen Lebzeiten bekam er einen Palast und einen Harem von Kühen. Nach dem Tod wurde ihm die Ehre einer aufwendigen Bestattung zuteil.